# Pseudodistoma opacum
Pseudodistoma opacum är en sjöpungsart som först beskrevs av Brewin 1950.  Pseudodistoma opacum ingår i släktet Pseudodistoma och familjen Pseudodistomidae. Inga underarter finns listade i Catalogue of Life.